# Liga ASOBAL de 1998–99
A Liga ASOBAL de 1998–99 foi a nona edição da Liga ASOBAL como primeira divisão do handebol espanhol. Com 14 equipes participantes o campeão foi o FC Barcelona Handbol.